# Robert Cushman Murphy

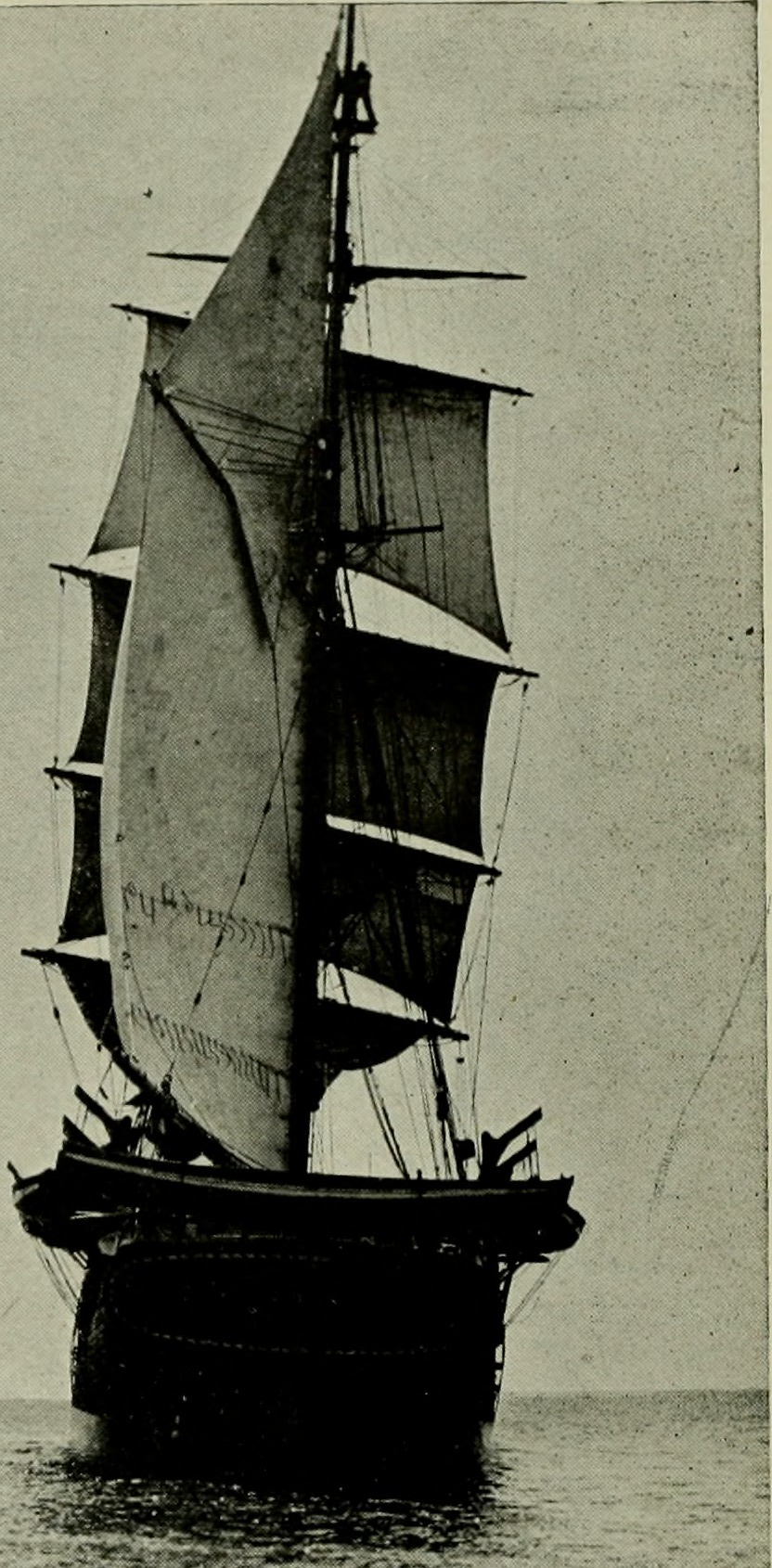
De brik Daisy, waarmee Murphy naar de Zuidpool reisde

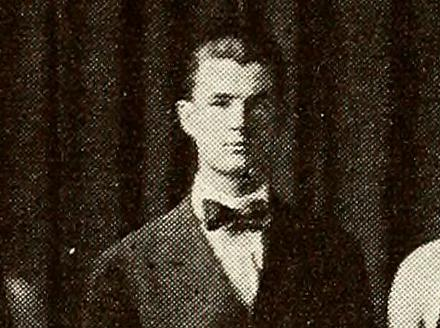
Robert Cushman Murphy (1910)

Robert Cushman Murphy  (29 april 1887  -  20 maart 1973) was een Amerikaanse ornitholoog en conservator van de afdeling vogels van het American Museum of Natural History.

## Biografie
Murphy werd geboren in de wijk Brooklyn in New York. Hij behaalde in 1911 een Ph B aan de Brown-universiteit. Kort daarna ging hij als naturalist (natuuronderzoeker) mee met wellicht de laatste zeilende walvisvaarder, het zeilschip (een brik) de  Daisy. Hij schreef hierover het Logbook for Grace: Whaling Brig Daisy, 1912-1913 opgedragen aan zijn echtgenote Grace Alison Barstow. Tijdens deze reis verbleef hij enige maanden op het eiland Zuid-Georgia. Deze reis was voor hem het begin van van zijn carrière als deskundige op het gebied van zeevogels. 
Hij schreef meer dan 600 wetenschappelijke artikelen over vogels en het standaardwerk Oceanic Birds of South America. Hij is de soortauteur van acht nieuwe vogelsoorten waaronder de chathamalbatros (Thalassarche eremita) en samen met Gregory Mathews is hij de soortauteur van nog eens acht soorten waaronder de rimitarakarekiet (Acrocephalus rimitarae). Bovendien beschreef hij (soms met anderen) nog eens 28 ondersoorten.  In 1951 leidde hij een wetenschappelijke expeditie waarbij de bermudastormvogel (Pterodroma cahow) werd herontdekt, terwijl men toen dacht dat deze vogel al 330 jaar geleden was uitgestorven.
Murphy ontving voor zijn werk de Daniel Giraud Elliot Medal van de National Academy of Sciences en hij werd gekozen tot corresponderend lid van de Royal Australasian Ornithologists' Union.
- Bibsys: 90200482
- Biblioteca Nacional de España: XX1375890
- Bibliothèque nationale de France: cb16485279c (data)
- CiNii: DA12407934
- Gemeinsame Normdatei: 1053247192
- International Standard Name Identifier: 0000 0000 8370 6922
- Library of Congress Control Number: n82091932
- Nationale bibliotheek van Australië: 35369690
- Nationale Bibliotheek van Israël: 987007596837505171
- Nederlandse Thesaurus van Auteursnamen: 132811332
- PIC: 296790
- LIBRIS: 332736
- SNAC: w6fj2f66
- Système universitaire de documentation: 180732307
- Trove: 208846
- Virtual International Authority File: 33344678
- WorldCat: E39PCjJrBQRvc8Vr46yCvhG3FC